# Jenna Marbles
Jenna Nicole Mourey (sinh ngày 15 tháng 9 năm 1986), được biết đến với biệt hiệu là JennaMarbles, là một nữ diễn viên, hài kịch, vlogger và YouTuber người Mỹ. Tính đến Tháng 3 năm 2018, kênh của cô đã có hơn 2.6 tỷ lượt xem và 18 triệu lượt đăng ký, đứng thứ 45 trong số những kênh được đăng ký nhiều nhất YouTube và tám trong số những kênh được đăng ký nhiều nhất của nữ. Marbles là ngôi sao truyền thông xã hội đầu tiên có hình sáp được trưng bày tại Madame Tussauds London, tọa lạc tại Thành phố New York.

## Giải thưởng và đề cử
| Năm  | Giải thưởng           | Thể loại                            | Kết quả   | Ref.  |
| ---- | --------------------- | ----------------------------------- | --------- | ----- |
| 2014 | Young Hollywood Award | Viral Superstar                     | Đoạt giải | [ 7 ] |
| 2015 | Streamy Award         | Best Comedy Series                  | Đề cử     | [ 7 ] |
| 2017 | Streamy Award         | Best First-Person Series            | Đề cử     | [ 7 ] |
| 2017 | Streamy Award         | Audience Choice Creator of the Year | Đề cử     | [ 7 ] |